# Marie Böckel-Grosch

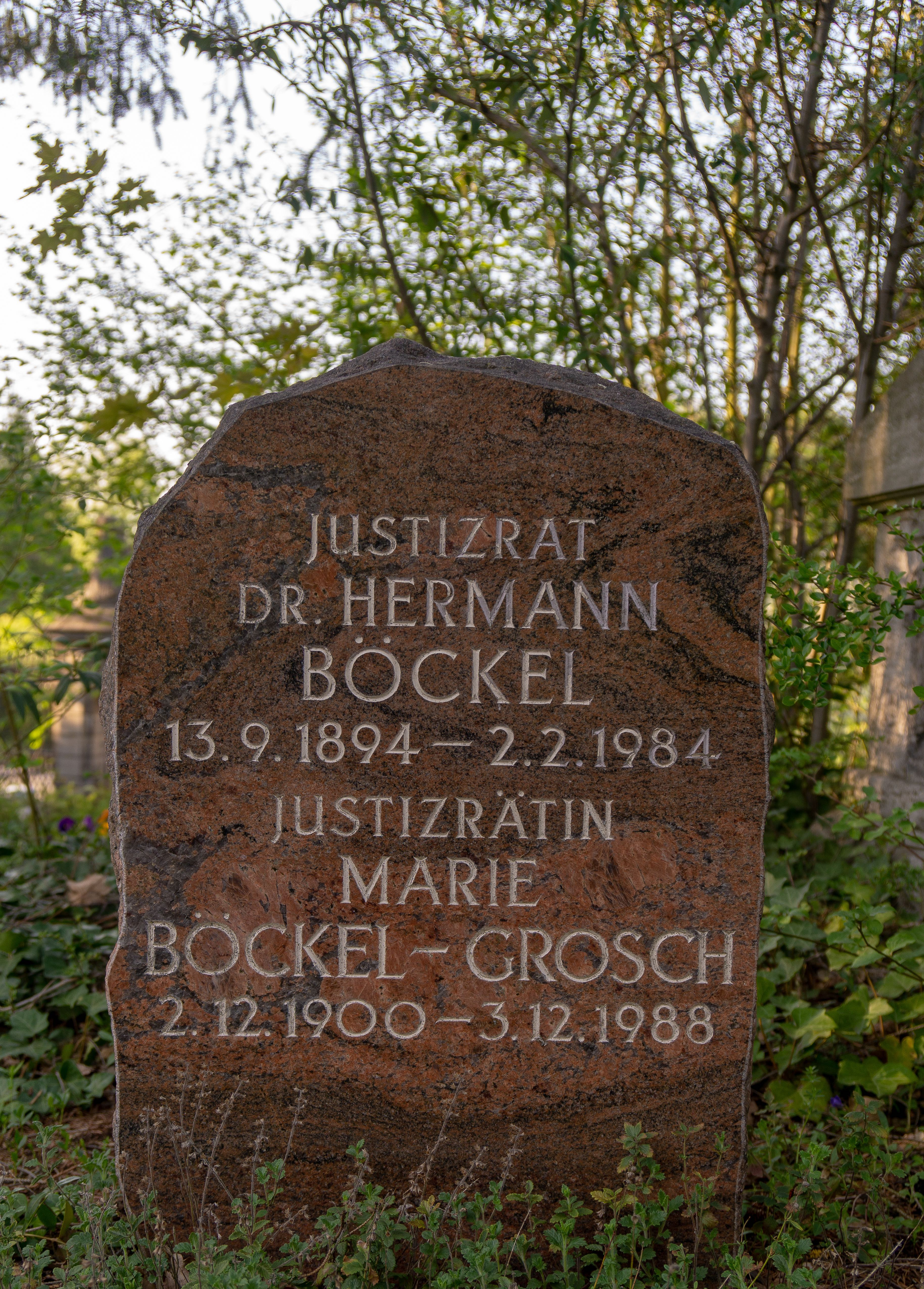
Grabstein von Hermann Böckel und Marie Böckel-Grosch

Marie Böckel-Grosch (* 2. Dezember 1900 als Marie Grosch in Wörrstadt; † 3. Dezember 1988 in Mainz) war eine deutsche Rechtsanwältin und Kommunalpolitikerin.
Marie Grosch studierte Rechtswissenschaften in München, Frankfurt am Main und Gießen. 1930 wurde sie zur Rechtsanwaltschaft zugelassen und ließ sich in Mainz als Anwältin nieder. Als Rechtsanwältin war sie vornehmlich im Familienrecht tätig. 1931 heiratete sie den Juristen Hermann Böckel, mit dem sie zwei Kinder hatte, und trug seitdem den Doppelnamen Böckel-Grosch.
Bis 1933 engagierte sich Böckel-Grosch in der liberalen Deutschen Staatspartei. Nach dem Zweiten Weltkrieg beteiligte sie sich am Aufbau der Freien Demokratischen Partei (FDP) in Mainz. Von 1960 bis 1969 saß sie für die FDP im Mainzer Stadtrat. Als Juristin und Politikerin setzte sich Böckel-Grosch für eine Reform des Eherechts und für die Verbesserung der rechtlichen Situation von Frauen ein. Dazu war sie im Deutschen Frauenring und für Pro Familia tätig.
1965 wurde Böckel-Grosch das Bundesverdienstkreuz Erster Klasse verliehen. 1969 wurde sie zur Justizrätin ernannt. 1970 erhielt sie das Römische Kaisermedaillon der Stadt Mainz, 1975 den Ehrenring der Stadt Mainz.
Marie Böckel-Grosch und ihr Ehemann Hermann Böckel sind auf dem Mainzer Hauptfriedhof unweit des Alten Krematoriums beigesetzt.